# Kusterdingen
Kusterdingen település Németországban, azon belül Baden-Württembergben. Lakosainak száma 9038 fő (2023. december 31.). Kusterdingen Gomaringen és Tübingen községekkel határos.

## Népesség
A település népessége az elmúlt években az alábbi módon változott:
| Lakosok száma | 6350 | 8552 | 8597 | 8714 | 8863 | 9038 |
|               | 1975 | 2017 | 2019 | 2021 | 2022 | 2023 |